# Itahari Bishnupur
Itahari Bishnupur – gaun wikas samiti we wschodniej części Nepalu w strefie Sagarmatha w dystrykcie Saptari. Według nepalskiego spisu powszechnego z 2001 roku liczył on 907 gospodarstw domowych i 5210 mieszkańców (2541 kobiet i 2669 mężczyzn).